# Andrés Agustín de Orbe y Zarauz
Andrés Agustín de Orbe y Zarauz (Ermua, 21 de febrero de 1722 - 1 de noviembre de 1754) fue un noble y político español, titulado I marqués de Valde-Espina.

## Biografía
Fue sobrino de Andrés de Orbe y Larreátegui, inquisidor general y arzobispo de Valencia, quien intercedió para que el rey Felipe V de España le concediese el Marquesado de Valde-Espina, con el vizcondado previo de Santa Cruz, en 1736.
Tras la muerte de su tío el arzobispo, heredó el palacio que éste había mandado construir en Ermua, que actualmente alberga el ayuntamiento de la localidad. Además de dar inicio a la saga de los marqueses de Valde-Espina, ejerció en varias ocasiones el cargo de alcalde de Ermua, en los años 1739, 1742, 1745 y 1752.
Falleció a los 32 años dejando un hijo legítimo, José Joaquín de Orbe y Murguía, y una decena de hijos ilegítimos.